# Anselm (film)
Anselm (Anselm - Das Rauschen der Zeit) è un documentario tedesco in 3D diretto da Wim Wenders.
Il film racconta l'arte del pittore e scultore tedesco Anselm Kiefer.

## Trama
Il film si concentra sul pittore e scultore Anselm Kiefer. Il progetto illumina il suo lavoro, il percorso di vita, l'ispirazione, il processo creativo e il fascino dell'artista per il mito e la storia. L'obiettivo è quello di "sfumare" il confine tra film e pittura.

## Cast
- Anselm Kiefer nel ruolo di Anselm[2]
- Daniel Kiefer nel ruolo di Anselm da giovane[3]
- Anton Wenders nel ruolo di Anselm da bambino[3]

## Produzione
Karsten Brünig ha prodotto il documentario per Road Movies.
Wenders ha girato il film con risoluzione 6K e nel formato 3D, che aveva precedentemente utilizzato per il suo documentario del 2011 Pina. È stato girato nel corso di due anni, in Germania, Francia e Italia.

## Distribuzione
Anselm è stato selezionato per essere proiettato al 76º Festival di Cannes, dove ha avuto la sua prima mondiale il 17 maggio 2023. Nella stessa occasione, Wenders ha ricevuto un invito al concorso principale del festival per il suo lungometraggio Perfect Days. È stato anche invitato al 28° Busan International Film Festival nella sezione "Icon" ed è stato proiettato il 6 ottobre 2023. Anselm è uscito nelle sale cinematografiche tedesche il 12 ottobre 2023, e in Francia il 18 ottobre 2023. In Italia è uscito il 30 aprile 2024, con una proiezione speciale in alcune sale con collegamento del regista il 2 maggio.

## Accoglienza

### Incassi
Il film ha incassato poco più di 1,8 milioni di dollari.

### Critica
Su Rotten Tomatoes il 98% delle 54 recensioni dei critici è positivo, con una valutazione media di 7,6 su 10. Su Metacritic il voto medio ponderato di 24 recensioni critiche è di 82 su 100, indicando "acclamazione universale".

## Riconoscimenti
- 2023 - Festival di Cannes[16]
  - In concorso per L'Œil d'or